# دایکی ساکاموتو
دایکی ساکاموتو (ژاپنی: 坂元 大希؛ زادهٔ ۱۵ آوریل ۱۹۹۶) یک بازیکن فوتبال اهل ژاپن است.
از باشگاه‌هایی که در آن بازی کرده‌است می‌توان به باشگاه فوتبال رواسو کوماموتو اشاره کرد.